# بوبور چا چا
بوبور چا چا (انگلیسی: Bubur cha cha) که همچنین با نام بوبور چا-چا یا دوبو جیاجیه (dubo jiajie) تلفظ می‌شود، یک دسر و صبحانه بتاوی و مالایی در آشپزی‌های اندونزیایی، مالزیایی، سنگاپوری و آشپزی پوکت (تایلند) است که با استفاده از ساگو دانه‌دانه، سیب زمینی شیرین، سیب زمینی هندی، موز، شیر نارگیل، بر گهای  پاندانوس، شکر و نمک تهیه می‌شود. از نارگیل رنده شده، خامه نارگیل و آب، می‌توان به عنوان مواد افزودنی در این دسر استفاده کرد. مواد غذایی تشکیل دهنده این دسر در شیر نارگیل پخته شده و این خوراکی، می‌تواند به صورت سرد یا گرم خورده شود.